# Tsui'goab
Tsui'goab är en regngud hos det afrikanska khoikhoifolket.
Tsui'goab sägs vara den anfader som skapade det första människoparet. Han kom och gick, eller dog och återföddes, som regnet. Tsui'goab tillbedjas både som fadersgud och vid behov av regn. Hans huvudsakliga fiende heter Gaunab och tillskrivs äran av att ha skapat regnbågen.